# Плуси (Люблінське воєводство)
Плуси, або Полоси (пол. Płusy) — село в Польщі, у гміні Княжпіль Білгорайського повіту Люблінського воєводства. Населення — 471 особа (2011).

## Історія

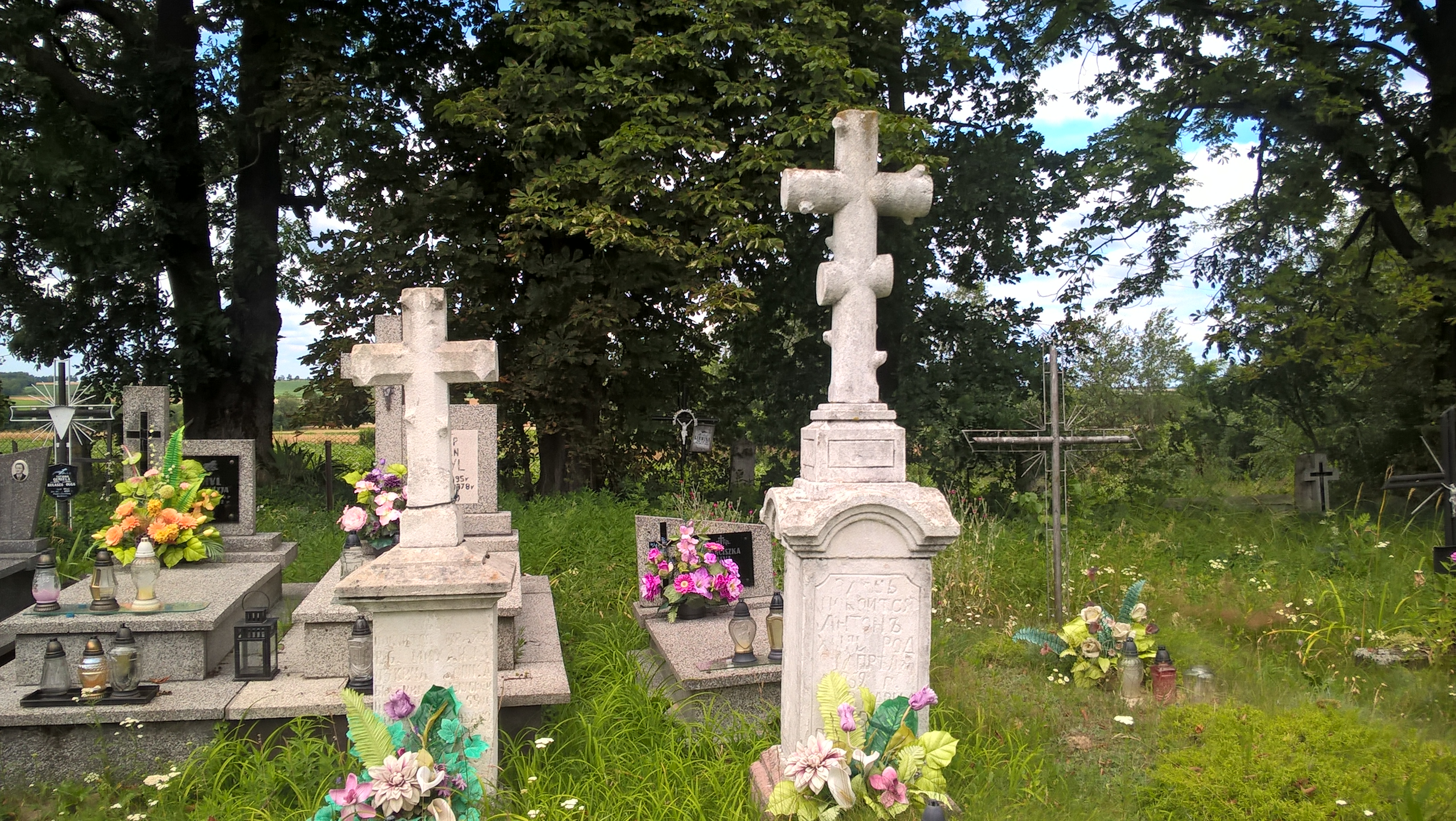
Православний цвинтар

1530 року вперше згадується православна церква в селі.
За даними етнографічної експедиції 1869—1870 років під керівництвом Павла Чубинського, у селі переважно проживали українськомовні греко-католики, меншою мірою — польськомовні римо-католики.
У 1921 році село входило до складу гміни Княжпіль Білґорайського повіту Люблінського воєводства Польської Республіки.
У 1975—1998 роках село належало до Замойського воєводства.

## Населення
За даними перепису населення Польщі 1921 року в селі налічувалося 92 будинки та 412 мешканців, з них:
- 210 чоловіків та 202 жінки;
- 254 православні, 157 римо-католиків, 1 християнин інших конфесій;
- 245 українців, 167 поляків.

Демографічна структура станом на 31 березня 2011 року:
|          | Загалом | Допрацездатний вік | Працездатний вік | Постпрацездатний вік |
| -------- | ------- | ------------------ | ---------------- | -------------------- |
| Чоловіки | 230     | 53                 | 147              | 30                   |
| Жінки    | 241     | 58                 | 133              | 50                   |
| Разом    | 471     | 111                | 280              | 80                   |